# Douglas-Gletscher (Antarktika)
Der Douglas-Gletscher ist ein Gletscher an der Lassiter-Küste im Osten des Palmerlands auf der Antarktischen Halbinsel. Er fließt in ostnordöstlicher Richtung durch das Zentrum der Werner Mountains und trifft unmittelbar vor seiner Einmündung in das New Bedford Inlet und nördlich des Mount Broome auf den Bryan-Gletscher.
Der United States Geological Survey kartierte ihn anhand eigener Vermessungen und Luftaufnahmen der United States Navy aus den Jahren von 1961 bis 1967. Das Advisory Committee on Antarctic Names benannte ihn 1968 nach Everett L. Douglas, Biologe auf der Palmer-Station im antarktischen Sommer von 1967 bis 1968.